# Boorwater
Boorwater is een oplossing van 3% boorzuur in water. Het wordt vaak gebruikt als desinfecteermiddel.
Boorwater werd ook gebruikt voor ontsmetting van de huid. Heden ten dage wordt dit antisepticum vooral als oogspoelmiddel nog wel toegepast.
Omwille van de (geringe) toxiciteit van onverdund boorzuur wordt door sommige instanties het gebruik van boorwater als ontsmettingsmiddel afgeraden - er bestaat hieromtrent echter geen eenduidigheid.